# Marina de Van
Marina de Van (ur. 2 sierpnia 1971) − francuska reżyserka, scenarzystka i aktorka filmowa.

## Życiorys
Jej ojciec był muzykologiem, a brat, Adrien de Van, zajmuje się aktorstwem. Absolwentka liceum imienia Henryka IV Burbona w Paryżu, uczelni wyższej Université Paris Sorbonne, gdzie studiowała filozofię, a także renomowanej szkoły filmowej Fémis. W latach 1993−1999 napisała i wyreżyserowała sześć filmów krótkometrażowych, które zyskały poparcie jurorów na europejskich festiwalach filmowych i przyniosły jej kilka prestiżowych nagród.
W 2002 roku pomogła François Ozonowi stworzyć scenariusz do jego filmu 8 kobiet. Współpraca zaowocowała nominacją do nagrody Césara. Debiutancki film pełnometrażowy de Van, dramat psychologiczny Pod moją skórą, swoją premierę miał na jesieni 2002. Choć uznany za kontrowersyjny, obraz zebrał pozytywne recenzje. Po wyreżyserowaniu czterech krótkich metraży, w 2009 roku de Van zakończyła pracę nad swoim drugim filmem fabularnym, Nie oglądaj się, z Sophie Marceau i Monicą Bellucci obsadzonymi w rolach głównych. Obraz nominowany był do nagrody dla najlepszego filmu podczas Sitges − Catalonian International Film Festival. W 2013 ukazała się kolejna produkcja de Van, horror Dark Touch.

## Filmografia

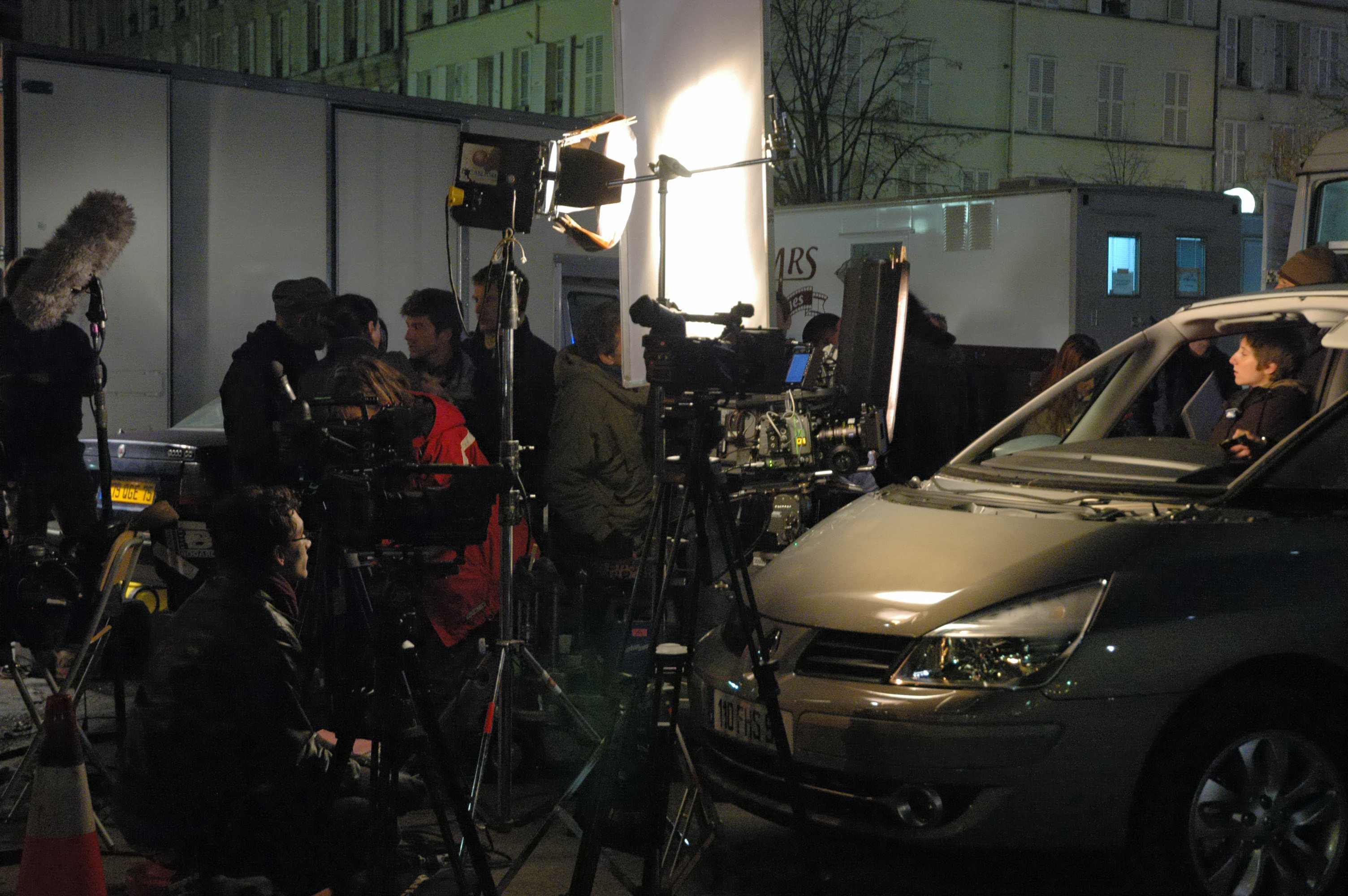
Marina de Van na planie filmu Nie oglądaj się, listopad 2007, Paryż.

### Reżyserka
- 2013: Dark Touch
- 2011: Le petit poucet
- 2009: Nie oglądaj się (Ne te retourne pas)
- 2007: La promenade (film krótkometrażowy)
- 2003: L'épicerie (film krótkometrażowy)
- 2003: L'hôpital (film krótkometrażowy)
- 2003: L'hôtel (film krótkometrażowy)
- 2002: Pod moją skórą (Dans ma peau)
- 1999: Alias (film krótkometrażowy)
- 1999: Psy Show (film krótkometrażowy)
- 1997: La poseuse (film krótkometrażowy)
- 1997: Rétention (film krótkometrażowy)
- 1996: Bien sous tous rapports (film krótkometrażowy)
- 1993: Luce Turnier (film krótkometrażowy)

### Scenarzystka
- 2013: Dark Touch
- 2011: Le petit poucet (współpraca; nieuwzględniona w czołówce)
- 2009: Nie oglądaj się (Ne te retourne pas)
- 2007: La promenade (film krótkometrażowy)
- 2006: Je pense à vous
- 2003: L'épicerie (film krótkometrażowy)
- 2003: L'hôpital (film krótkometrażowy)
- 2003: L'hôtel (film krótkometrażowy)
- 2002: Pod moją skórą (Dans ma peau)
- 2002: 8 kobiet (8 femmes)
- 2000: Pod piaskiem (Sous le sable)
- 1999: Alias (film krótkometrażowy)
- 1999: Psy Show (film krótkometrażowy)
- 1999: Zbrodniczy kochankowie (Les amants criminels) (wiersz Bouche de Saïd)
- 1997: La poseuse (film krótkometrażowy)
- 1997: Rétention (film krótkometrażowy)
- 1997: Spójrz na morze (Regarde la mer) (dialogi; nieuwzględniona w czołówce)
- 1996: Bien sous tous rapports (film krótkometrażowy)
- 1993: Luce Turnier (film krótkometrażowy)

### Aktorka (wybór)
- 2007: La clef jako Sophie
- 2007: La promenade jako Claire
- 2006: Je pense à vous jako Anne
- 2004: Boulevard du Palais (serial TV)
- 2002: Pod moją skórą (Dans ma peau) jako Esther
- 2000: Les frères Soeur jako sadomasochistyczna prostytutka
- 1998: Un peu de temps réel
- 1998: Sitcom jako Sophie
- 1997: Rétention
- 1997: Spójrz na morze (Regarde la mer) jako Tatiana
- 1996: Bien sous tous rapports jako dziewczyna